# Haylie Duff
Haylie Katherine Duff (født 19. februar 1985) er en amerikansk skuespiller og popsanger, kendt for sin birolle i 7th Heaven. Hendes søster er Hilary Duff.